# Sanjay Gupta MD
Sanjay Gupta MD (originalmente House Call With Dr. Sanjay Gupta) es un programa de televisión centrado en información sobre lo último en salud, medicina y bienestar presentado por el médico Sanjay Gupta. Por lo general se transmite los fines de semana a las 7:30 a. m. (tiempo del este) en CNN (doméstico) y en CNN en Español (con subtítulos en idioma español).